# مارغريتا باي
مارغريتا باي (بالإيطالية: Margherita Buy)‏ (مواليد 15 يناير 1962) ممثلة إيطالية، عقب دراستها لفترة طويلة في أكاديمية الفنون المسرحية، قدمت دورها -الذي سطعت من خلاله- في الفيلم التليفزيوني (قصة حب كبيرة) عام 1986، لتعقبه بأدوارها في أفلام (It's Happening Tomorrow) عام 1988، و(The Week of the Sphinx) عام 1990، وهو الفيلم الذي نالت عنه جائزة الفضية لأفضل ممثلة من مهرجان سان سباستيان السينمائي الدولي، ومن أعمالها الهامة أيضًا فيلم ميا مادري عام 2015 للمخرج ناني موريتي.

## روابط خارجية
- مارغريتا باي على موقع IMDb (الإنجليزية)
- مارغريتا باي على موقع ميتاكريتيك (الإنجليزية)
- مارغريتا باي على موقع روتن توميتوز (الإنجليزية)
- مارغريتا باي على موقع قاعدة بيانات الأفلام العربية
- مارغريتا باي على موقع ألو سيني (الفرنسية)
- مارغريتا باي على موقع أول موفي (الإنجليزية)
- مارغريتا باي على موقع قاعدة بيانات الأفلام السويدية (السويدية)
- مارغريتا باي على موقع إن إن دي بي (الإنجليزية)
- مارغريتا باي على موقع ديسكوغز (الإنجليزية)
- مارغريتا باي على موقع قاعدة بيانات الفيلم (الإنجليزية)